# Chris Carter (scénariste)
Pour les articles homonymes, voir Chris Carter et Carter.
Chris Carter, né le 13 octobre 1956 à Bellflower (Californie), est un scénariste, réalisateur et producteur américain. Après avoir travaillé dans le journalisme, il est devenu scénariste et a acquis la célébrité en tant que créateur de la série télévisée à succès X-Files (1993-2002). Carter a ensuite créé trois autres séries télévisées mais une seule, Millennium (1996-1999), a duré plus d'une saison. Il a également réalisé plusieurs épisodes de X-Files ainsi que le film X-Files : Régénération (2008). En 2016, il est le maître d'œuvre du retour de X-Files.

## Biographie

### Jeunesse
Chris Carter est né le 13 octobre 1956 à Bellflower (Californie). Son père travaille dans l'industrie du bâtiment alors que sa mère est mère au foyer. Carter décrit son enfance comme « plutôt normale » et se passionne pour le baseball et le surf. Il fait ses études supérieures à l'université d'État de Californie à Long Beach et en sort diplômé en journalisme en 1979. Il est engagé comme rédacteur par Surfing Magazine, un magazine consacré au surf basé à San Clemente, et en devient rédacteur en chef en 1985. Il travaille pour ce magazine pendant treize ans, de 1979 à 1992. Sa fonction de rédacteur en chef lui apprend à gérer une entreprise alors que, durant son temps libre, il se consacre à la poterie, une activité qu'il compare à une forme de méditation zen.

### Débuts à la télévision
En 1983, Chris Carter commence à avoir une relation avec la scénariste Dori Pierson, la cousine d'un de ses collègues à  Surfing Magazine. Grâce aux relations de Dori Pierson chez Walt Disney Motion Pictures Group, son président, Jeffrey Katzenberg, fait signer à Carter un contrat de scénariste. Carter écrit pour le studio deux scénarios de téléfilms diffusés dans l'émission Le Monde merveilleux de Disney en 1986 et 1988. Toutefois, bien qu'il apprécie son travail pour ces comédies destinées à la jeunesse, il est plus intéressé par des histoires plus dramatiques et a la conviction qu'il y exercerait mieux son talent.
Carter rencontre Brandon Tartikoff, alors président de NBC, lors d'une compétition de softball inter-sociétés à Brentwood. Tartikoff lit certains des scénarios de Carter et l'invite à écrire pour sa chaîne. Carter développe alors plusieurs pilotes : Cameo by Night, un scénario policier ; Brand New Life, une sitcom ; Copter Cop, de la science-fiction ; et Cool Culture, qui traite du surf. Cependant, aucun de ces pilotes n'est produit. Dans le même temps, en 1987, Carter travaille comme coproducteur sur la série télévisée Rags to Riches afin d'en apprendre plus sur la production.
En 1991, Peter Roth, qui dirige la compagnie Stephen J. Cannell Productions, lit une copie du scénario de Cool Culture et envisage d'engager Carter pour la série Palace Guard qu'il développe pour CBS. Cette série est toutefois rapidement annulée, et Roth est engagé par Fox pour diriger son département de production télévisuelle. Carter fait partie des premières personnes à être engagées par Roth en 1992 pour développer des projets de nouvelles séries. Il commence alors à travailler sur une série inspirée par la passion qu'il avait dans son enfance pour les séries La Quatrième Dimension et Dossiers brûlants.

### Succès avecX-Files
Le projet sur lequel travaille Carter trouve sa principale inspiration stylistique dans Dossiers brûlants, alors que sa thématique de fond se réfère à son expérience d'avoir été adolescent à l'époque du scandale du Watergate (1974). Il s'inspire aussi d'une enquête menée par John E. Mack sur les croyances des Américains dans l'ufologie, laquelle révèle que 3 % de la population pensent qu'ils ont déjà été enlevés par des extraterrestres. Roth conseille à Carter d'axer la série sur les vampires, qui faisaient partie des antagonistes principaux de Dossiers brûlants et qui reviennent à la mode dans les années 1990, mais Carter insiste pour que la série se focalise sur les extraterrestres. Néanmoins, la tâche de Carter est compliquée par le fait qu'il n'a jamais été très intéressé par la science-fiction jusqu'alors. Pour ses personnages, il s'inspire de ceux de la série Chapeau melon et bottes de cuir et écrit un synopsis de 18 pages de son projet - désormais intitulé X-Files. Son projet est rejeté lors d'une réunion avec les responsables de Fox. Avec l'aide de Roth, Carter organise une deuxième réunion et la chaîne accepte avec réticence de donner son feu vert pour le tournage d'un pilote.

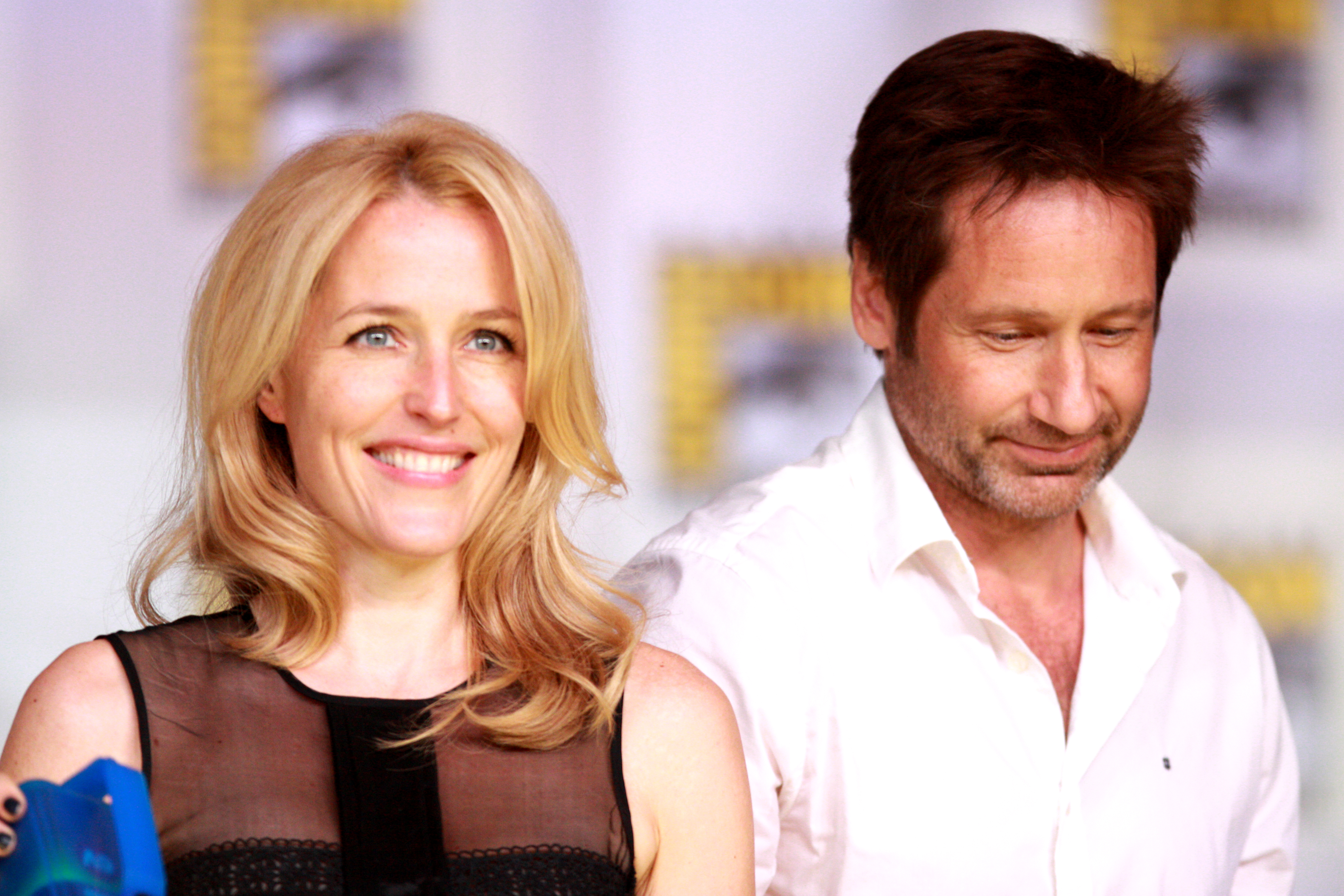
Le succès de la série X-Files est en grande partie bâti sur l'alchimie entre ses deux acteurs principaux, Gillian Anderson et David Duchovny.

Après avoir trouvé ses deux acteurs principaux en les personnes de David Duchovny et Gillian Anderson, Carter se voit allouer un budget de 2 000 000 $ pour produire son pilote, Nous ne sommes pas seuls. Celui-ci est présenté en mai 1993 à la Fox et est accueilli avec enthousiasme. Les premiers épisodes de la série sont diffusés le vendredi soir, à la suite de Brisco County, dans un créneau horaire considéré comme impopulaire. Ils réalisent des scores d'audience relativement élevés sur l'échelle de Nielsen par rapport aux attentes, et une saison complète de 24 épisodes est alors commandée.
La popularité de la série auprès du public et de la critique se construit au cours des deuxième et troisième saisons, les audiences ne cessant de grimper alors que les critiques sont largement favorables et que la série remporte ses premiers Golden Globes. À l'expiration du premier contrat de trois ans signé par Carter, le succès de la série lui permet de négocier un nouveau contrat de cinq ans avec des clauses incluant la garantie qu'une adaptation cinématographique sera produite par Fox et un feu vert donné pour le prochain projet de série de Carter. Les audiences de la série commencent à baisser à partir de la sixième saison, même si les critiques restent favorables, et chutent drastiquement lors de la neuvième et dernière saison, considérée de loin comme la moins bonne par les critiques. Cependant, malgré son dénouement décevant, X-Files s'est imposée comme l'une des séries les plus influentes des années 1990 et a largement contribué à populariser la science-fiction auprès du grand public.

### Millenniumet premier film surX-Files
En 1996, Carter lance sa nouvelle série, Millennium, l'idée lui ayant été inspirée par un épisode de X-Files où l'antagoniste est un tueur en série et qui ne fait appel à aucun ressort surnaturel. Il vend l'idée aux dirigeants de Fox en la décrivant comme « Seven à Seattle ». La série s'inspire également des travaux de Nostradamus et de l'intérêt croissant pour l'eschatologie avec l'arrivée prochaine du nouveau millénaire. Millennium est diffusée dans le créneau horaire anciennement occupé par X-Files mais, malgré des audiences au départ prometteuses et des critiques globalement favorables tout au long de sa diffusion, et notamment lors de la deuxième saison, le public se lasse graduellement et la série est annulée en 1999 après trois saisons.
En collaboration avec Frank Spotnitz, Carter travaille sur le scénario du film X-Files : Combattre le futur en 1996 et 1997. Il charge Rob Bowman, l'un des réalisateurs les plus prolifiques de la série, de le mettre en scène, et le film sort au cinéma en juin 1998. Il connaît le succès au box-office avec presque 190 000 000 $ de recettes à travers le monde et est accueilli assez favorablement par la critique.

### Séries avortées et deuxième film surX-Files

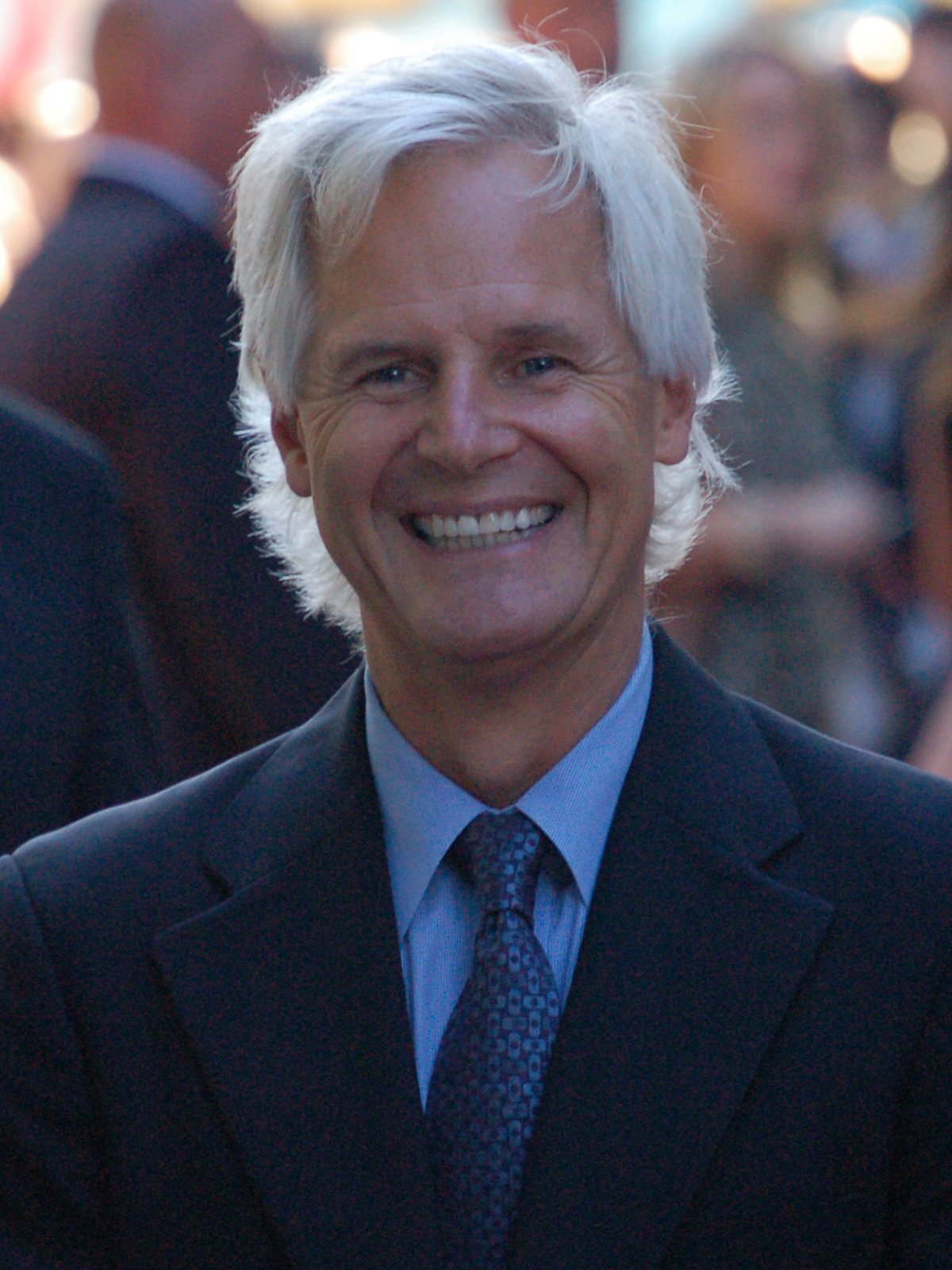
Chris Carter à la première du film X-Files : Régénération en juillet 2008.

En 1999, Carter crée la série télévisée Harsh Realm, qui est adaptée du comic book du même nom. Toutefois, en plus d'un conflit légal qui survient entre les créateurs des comics et la Fox, la série connaît des audiences très décevantes et est annulée au bout de seulement trois épisodes, six autres étant diffusés plus tard. Deux ans plus tard, en 2001, Carter lance une série dérivée de X-Files au ton plus léger, The Lone Gunmen : Au cœur du complot, centrée sur les trois personnages des Lone Gunmen. Connaissant elle aussi des audiences décevantes malgré des critiques globalement favorables, la série est annulée au bout de treize épisodes et connaît un dénouement sous la forme de l'épisode N'abandonnez jamais de la neuvième saison de X-Files.
Dix ans après la sortie du premier film basé sur X-Files et six ans après l'arrêt de la série, Carter scénarise et réalise un deuxième long métrage, X-Files : Régénération, qui sort en juillet 2008. Ce second film ne connaît toutefois pas le succès du premier puisqu'il ne rapporte que 68 000 000 $ au box-office mondial et que les critiques sont majoritairement défavorables.
Toujours en 2008, Carter entame le tournage d'un autre film, Fencewalker, mais le projet n'aboutit pas. En 2011, il développe un nouveau projet de série policière, Unique, mais celui-ci est abandonné. Carter travaille ensuite sur une série de science-fiction post-apocalyptique, The After, et un pilote est tourné en 2014. Un feu vert pour le tournage d'une saison est donné initialement par Amazon mais la commande est ensuite annulée.

### Retour deX-Files
Après des rumeurs lancées depuis plusieurs années au sujet d'un troisième long métrage sur X-Files, les responsables de Fox confirment en mars 2015 le retour de X-Files sous la forme d'une 10e saison avec Chris Carter aux commandes du projet. La saison est composée de six épisodes, dont trois scénarisés et réalisés par Carter, et son tournage se déroule pendant l'été 2015 à Vancouver pour une diffusion programmée à partir de janvier 2016. En 2018, à l'occasion de la 11e saison, il scénarise trois épisodes et en réalise deux.

## Filmographie

### Scénariste
- 1986-1988 : Le Monde merveilleux de Disney (série télévisée, 2 épisodes)
- 1991 : Jack Killian, l'homme au micro (Midnight Caller) (série télévisée, saison 3, épisode 19)
- 1993-2002 : X-Files (série télévisée, 69 épisodes)
- 1996-1999 : Millennium (série télévisée, 7 épisodes)
- 1998 : X-Files : Combattre le futur, de Rob Bowman
- 1999-2000 : Harsh Realm (série télévisée, 4 épisodes)
- 2001 : The Lone Gunmen : Au cœur du complot (série télévisée, 2 épisodes)
- 2008 : X-Files : Régénération (The X-Files: I Want to Believe)
- 2016 : The After (1 épisode - série télévisée annulée)
- 2016 : X-Files (série télévisée, saison 10, 3 épisodes)
- 2018 : X-Files (série télévisée, saison 11, 3 épisodes)

### Réalisateur
- 1994-2002 : X-Files : Aux frontières du réel (série télévisée), 10 épisodes : Duane Barry 1/2, La Liste, Prométhée post-moderne, Patient X 2/2, Triangle, Les Amants maudits, Maitreya, Patience, La Prophétie 2/2 et Improbable)
- 2008 : X-Files : Régénération (The X-Files : I Want To Believe)
- 2016 : X-Files (série télévisée, saison 10, 3 épisodes)
- 2018 : X-Files (série télévisée, saison 11, 2 épisodes)

### Producteur
- 1993-2002 : X-Files : Aux frontières du réel (série télévisée, 201 épisodes)
- 1996-1999 : Millennium (série télévisée, 67 épisodes)
- 1999-2000 : Harsh Realm (série télévisée, 9 épisodes)
- 1998 : X-Files : Combattre le futur, de Rob Bowman
- 2001 : The Lone Gunmen : Au cœur du complot (série télévisée, 13 épisodes)
- 2008 : X-Files : Régénération (The X-Files : I Want To Believe)
- 2016 : X-Files (série télévisée, 6 épisodes)
- 2018 : X-Files (série télévisée, 10 épisodes)

## Distinctions
Cette section récapitule les principales récompenses et nominations obtenues par Chris Carter. Pour une liste plus complète, se référer à l'Internet Movie Database.

### Récompenses
- 1999 : PGA Award du producteur de télévision le plus prometteur

### Nominations
- 1995 : Prix Edgar-Allan-Poe du meilleur épisode de série télévisée pour Les Hybrides
- 1995 : Primetime Emmy Award du meilleur scénario pour une série télévisée dramatique pour Duane Barry 1/2
- 1995 : Writers Guild of America Award du meilleur scénario pour un épisode de série télévisée dramatique pour Duane Barry 1/2
- 1996 : Directors Guild of America Award de la meilleure réalisation pour une série dramatique pour La Liste
- 1997 : Primetime Emmy Award du meilleur scénario pour une série télévisée dramatique pour Journal de mort
- 1998 : Primetime Emmy Award de la meilleure réalisation pour une série télévisée dramatique pour Prométhée post-moderne
- 1998 : Primetime Emmy Award du meilleur scénario pour une série télévisée dramatique pour Prométhée post-moderne
- 1998 : Directors Guild of America Award de la meilleure réalisation pour une série dramatique pour Prométhée post-moderne
- 1999 : Directors Guild of America Award de la meilleure réalisation pour une série dramatique pour Triangle